# 世界气象组织
世界气象组织（英語：World Meteorological Organization，縮寫：WMO，縮寫：OMM，縮寫：MOM）是联合国15个专门机构之一。其前身为国际气象组织（英語：International Meteorological Organization，縮寫：IMO）。

## 幹部
秘書長為阿根廷國家氣象局(SMN)前局長席勒斯特·紹羅（Celeste Saulo）
副秘書長為美國的科巴雷特（Ko Barrett），曾擔任美國國際開發署全球氣候變遷計畫主任
助理秘書長為來自加納的托馬斯·阿薩雷（Thomas Asare），會計師出身，曾擔任聯合國兒童基金會(UNICEF) 財務和行政管理司主計長兼司長及非洲聯盟委員會規劃、預算、財務和會計部主任。

## 历史
1873年，国际气象组织在维也纳成立。1946年7月，挪威学者海塞贝格博士在巴黎举行的一次国际气象组织的会议上，起草了一份《世界气象公约草案》，并提议国际气象组织改名为「世界气象组织」、成为联合国的专门机构之一。1947年9月，国际气象组织在华盛顿特区召开大会，通过《世界气象组织公约》（The Convention of the World Meteorological Organization），决定成立「世界气象组织」。1950年3月23日，公约正式生效，国际气象组织正式更名为世界气象组织。1951年，世界气象组织成为联合国的专门机构并开始运作。1960年6月，世界气象组织决定将公约生效日期和世界气象组织更名日3月23日定为世界气象日。截止2013年1月1日，有191个国家和地区参加这一组织。

## 世界气象日

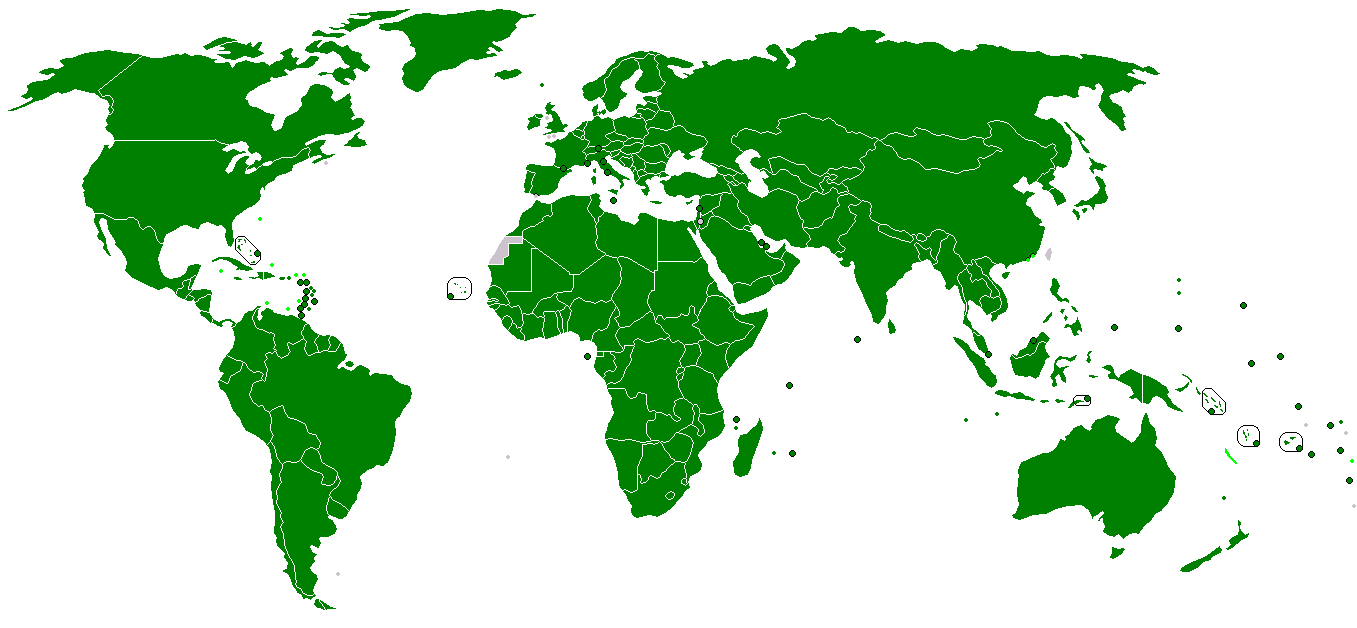
世界气象组织成员国家
世界气象组织成员地区

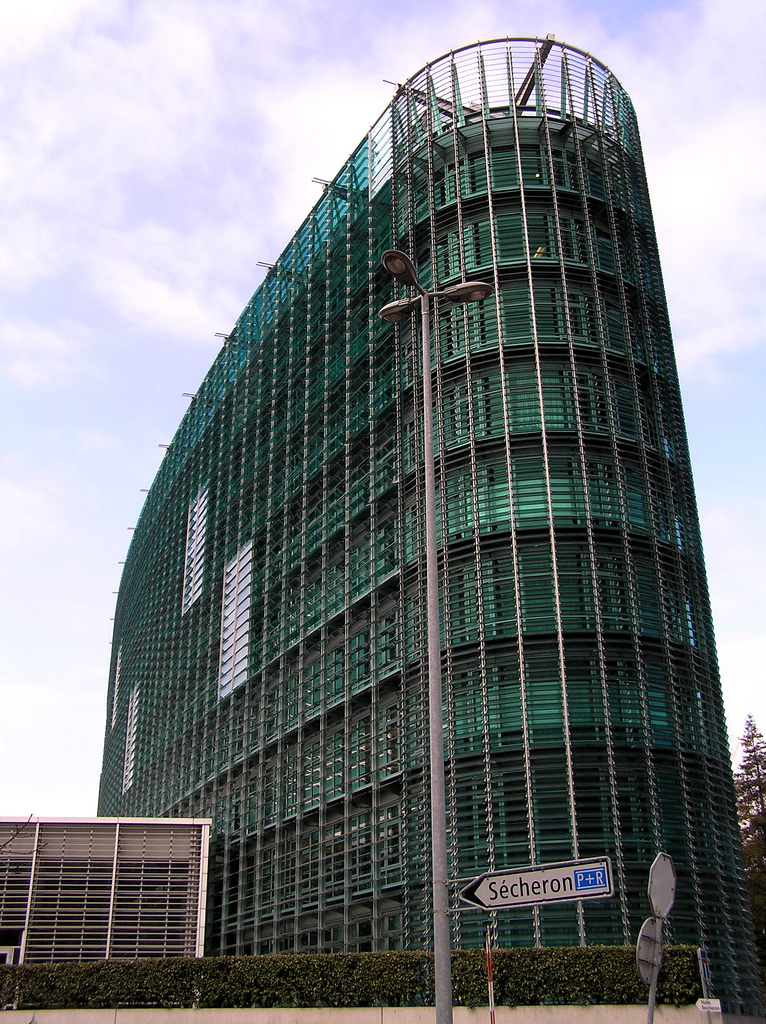
世界气象组织位于瑞士日内瓦和日内瓦国际人道主义排雷中心以及日内瓦安全政策中心共同组成 地球观测组织

- 世界气象日定在每年的3月23日。[4]

### 区域协会的会员资格列表

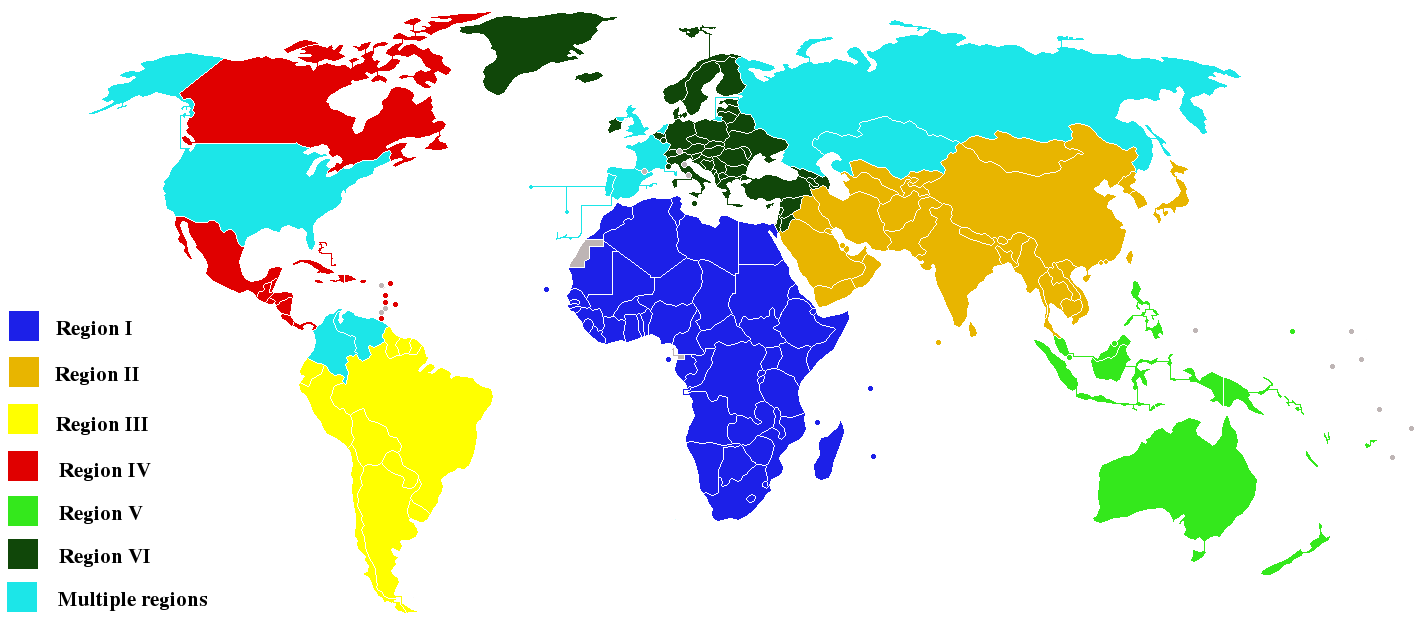
The member states of the World Meteorological Organization divided into the six regional associations, shown on a world map

#### 第一区（非洲）
第一区由非洲国家和一些前殖民国家组成。 第一区有57个成员国，没有成员地区：
- 阿尔及利亚
- 安哥拉
- 布吉納法索
- 喀麦隆
- 中非
- 刚果共和国
- 刚果民主共和国
- 埃及
- [註 1]
- 衣索比亞
- 法國
- 加彭
- 几内亚
- 賴索托
- 利比里亚
- 利比亞
- 马达加斯加
- 马拉维
- 毛里塔尼亚
- 模里西斯
- 摩洛哥
- 莫桑比克
- 纳米比亚
- 尼日尔
- 奈及利亞
- 葡萄牙
- 卢旺达
- 聖多美和普林西比
- 塞内加尔
- 塞舌尔
- 南非
- 南蘇丹
- 西班牙
- 苏丹
- 坦桑尼亚
- 多哥
- 突尼西亞
- 乌干达
- 尚比亞
- 辛巴威

非成员：
- 赤道几内亚

#### 第二区（亚洲）
第二区有33个成员国和2个成员地区。 第二区成员国是：
- 阿富汗
- 巴林
- 不丹
- 柬埔寨
- 中华人民共和国
- 印度
- 伊朗
- 伊拉克
- 日本
- 科威特
- 馬爾地夫
- 蒙古国
- 緬甸
- 尼泊尔
- 阿曼
- 巴基斯坦
- 俄羅斯
- 沙烏地阿拉伯
- 斯里蘭卡
- 泰國
- 阿联酋
- 越南
- 葉門

附属成员地区：
- 香港
- 澳門

#### 第三区（南美洲）
第三区由南美国家组成，包括法国属地的法属圭亚那是法国的海外地区。 它共有13个成员国，没有成员地区：
- 阿根廷
- 玻利维亚
- 巴西
- 智利
- 哥伦比亚
- 巴拉圭
- 秘魯
- 苏里南
- 乌拉圭
- 委內瑞拉

#### 第四区（北美洲、中美洲和加勒比地区）
第四区由北美、中美洲和加勒比的国家和地区组成，包括在该区域内具有依赖性的三个欧洲国家。 它共有25个成员国和3个成员地區。 成员国是：
- 安地卡及巴布達
- 巴哈马
- 加拿大
- 哥伦比亚
- 古巴
- 多米尼克
- 薩爾瓦多
- 法國
- 海地
- 牙买加
- 墨西哥
- 荷蘭
- 尼加拉瓜
- 巴拿马
- 圣卢西亚
- 千里達及托巴哥
- 大不列顛及北愛爾蘭聯合王國
- 美国
- 委內瑞拉

三个成员地区是：
- 英属加勒比海地区
- 荷屬聖馬丁

非成员地区：
- 格瑞那達
- 圣基茨和尼维斯

#### 第五区（西南太平洋）
第五区由22个成员国和2个成员地區组成。 成员国是：
- 庫克群島
- 斐济
- 印度尼西亞
- 基里巴斯
- 马来西亚
- 密克羅尼西亞聯邦
- 瑙鲁
- 新西兰
- 纽埃
- 菲律賓
- 萨摩亚
- 新加坡
- 所罗门群岛
- 东帝汶
- 大不列顛及北愛爾蘭聯合王國
- 美国
- 庫克群島 、 纽埃 （两者都与新西兰自由联合）

成员地区是：
- 法屬玻里尼西亞
- 新喀里多尼亞

非成员：
- 马绍尔群岛
- 帛琉

#### 第六区（欧洲）
第六区由欧洲的所有州以及一些西亚组成。 它有50个成员国：
- 阿尔巴尼亚
- 安道尔
- 亞美尼亞
- 奥地利
- 白俄羅斯
- 比利时
- 保加利亚
- 賽普勒斯
- 捷克
- 丹麦
- 爱沙尼亚
- 芬兰
- 法國
- 德国
- 希腊
- 匈牙利
- 冰島
- 愛爾蘭
- 以色列
- 義大利
- 约旦
- 拉脫維亞
- 黎巴嫩
- 立陶宛
- 盧森堡
- 馬爾他
- 摩納哥
- 蒙特內哥羅
- 荷蘭
- 北馬其頓[註 2]
- 挪威
- 波蘭
- 葡萄牙
- 羅馬尼亞
- 摩尔多瓦
- 俄羅斯
- 塞爾維亞
- 斯洛伐克
- 斯洛維尼亞
- 西班牙
- 瑞典
- 瑞士
- 叙利亚
- 土耳其
- 乌克兰
- 大不列顛及北愛爾蘭聯合王國

非会员：
- 安道尔
- 列支敦斯登

#### 成员不止一个地区的国家
共有十个成员国在不止一个地区拥有会员资格。 两个国家是四个不同地区的成员，八个国家是两个地区的成员。 这些国家及其地区如下：
- 法國（第一、三、四、六区）
- 英国（第一、四、五、六区）
- 哥伦比亚（第三、四区）
- （第二、六区）
- 荷蘭（第四、六区）
- 葡萄牙（第一、六区）
- 俄羅斯（第二、六区）
- 西班牙（第一、六区）
- 美国（第四、五区）
- 委內瑞拉（第三、四区）

## 參閲
- 飛機氣象數據中繼（英语：Aircraft Meteorological Data Relay）
- 全球大氣研究計劃（英语：Global Atmospheric Research Program）
- 雲圖(Cloud atlas)
- 國際雲圖
- 區域專責氣象中心
- 國際綜合海洋-大氣數據集(International Comprehensive Ocean-Atmosphere Data Set)